# Turnéskådespelarna
Turnéskådespelarna (grekiska: Ο Θίασος, O thiassos) är en episk grekisk dramafilm från 1975 regisserad av Theo Angelopoulos.
Filmen spelades in under det sista året av den Grekiska militärjuntan 1967–1974. För att undgå censur hävdade regissören att han spelade in en filmatisering av Orestien av Aischylos.